# Parant Frères
Parant Frères war ein französischer Hersteller von Automobilen.

## Unternehmensgeschichte
Das Unternehmen aus Neuilly-sur-Seine begann 1906 mit der Produktion von Automobilen. Der Markenname lautete Parant. 1907 endete die Produktion.

## Fahrzeuge
Im Angebot standen die Modelle 16/20 CV und 24/30 CV. Für den Antrieb sorgte ein Vierzylindermotor von Ballot. Die Motorleistung wurde mittels einer Kette auf die Hinterachse übertragen. Das Getriebe verfügte über drei Gänge.